# 李汝祺
李汝祺（1895年3月—1991年4月），男，天津人，中华人民共和国遗传学家。

## 生平
李汝祺出身于一个小商人家庭，父亲李恩钺。由于家境困难，他10岁才入小学。1911年考取清华留美预备学校。1919年毕业后，赴美留学，就读于美国普渡大学。1923年获理学学士和农学硕士学位。后进入哥伦比亚大学做研究生，师从遗传学家托马斯·亨特·摩尔根和卡尔文·布里奇斯，于1925年获硕士学位。1925年至1926年，继续在摩尔根实验室从事研究工作。1926年，他以在黑腹果蝇發育遗传学方面的出色研究而获博士学位。
1926年，李汝祺回国，应蔡翘教授之聘，在上海复旦大学新成立的生物系任副教授。1927年应聘为燕京大学生物系教授，后兼系主任。在燕京大学，他把摩尔根学派细胞遗传学的理论和方法系统地介绍到中国，培养了一批后来在国际上知名的生物学家和遗传学家。同时创建细胞遗传学实验室，取得不少富有特色的研究成果。1942--1945年，李汝祺在中国大学生物系任教授兼主任，1945年秋进入北京大学医学院解剖科任教。两年后转北京大学理学院动物系任教授兼医预科主任。
1948年，李汝祺为了解国际上将种群遗传学和数理统计结合起来进行研究的最新成就和方法，以客籍教授身份赴英国伦敦大学约翰·伯顿·桑德森·霍尔丹的实验室工作。1949年夏回到北京。此后一直在北京大学的动物系和以后的生物系任教授。
1950年代前期，因李汝祺不認同李森科学派的學說，他曾一度被停止遗传学教学和科研。1956年青岛遗传学座谈会召開後，李汝祺及其學生在北京大學生物系下創建细胞学及遗传学专业，李本人任细胞学及遗传学教研室主任，研究領域包括小鼠发生遗传学、摇蚊胚胎发育与基因表达、原核生物遗传学、细胞超微结构、细胞离体培养、脊椎动物性染色体，以及脊椎动物系统发育与同工酶演变。在這一期間，李曾出版《细胞遗传学的基本原理》、《发生遗传学》等著作。1950年李汝祺被选为中国动物学会第一任理事长。1978年10月，被选为中国遗传学会第一任理事长，并兼《遗传学报》编委主任。1991年4月李汝祺逝世。

## 家庭
李汝祺的夫人江先群，长期担任北京大学生物系高级实验员。他们有三个儿子。

## 弟子
戴继勋、薛友纺、戴灼华、尚克刚、吴鹤龄、林子明、张任培、吴政安均为李汝祺学生。